# 西村尚芳
西村 尚芳（にしむら ひさよし、1960年6月19日 - ）は、日本の検察官、公証人。東京地方検察庁特捜部副部長や、大阪地方検察庁特捜部長、最高検察庁検事等を経て、高松地方検察庁検事正。

## 来歴・人物
石川県出身。金沢大学法文学部卒業後、1990年検事任官。2002年には東京地方検察庁検事として、鈴木宗男事件の捜査にあたり、同事件を「国策捜査」と表現して佐藤優の取り調べを行うなどし、東京地方検察庁特別捜査部副部長も務めた。
東京高等検察庁検事兼東京地方検察庁検事を経て、2013年横浜地方検察庁刑事部長。2014年大阪地方検察庁特別捜査部長。2015年東京高等検察庁検事兼最高検察庁検事。
2017年東京地方検察庁刑事部長。2018年青森地方検察庁検事正。2019年高松地方検察庁検事正。2020年退官、霞ケ関公証役場公証人。

## 交友
取り調べを担当した作家の佐藤優とは、公安調査庁次長から西村が会いたがっていたと聞いた佐藤から電話を受け、2022年に再会し、以後交流を続けた。なお、佐藤の著書『国家の罠』で取り調べ時の様子が取り上げられた際は、怒る人もおり「けっこう風当たりはキツかった」と述懐している。